# 古江站
- 關於位於鹿兒島縣內，日本國有鐵道大隅線車站，請見「古江站 (鹿兒島縣)」。
- 關於曾經同名車站，請見「松江英式花園前站」。

古江站（日语：／ Furue eki */?）是位於廣島縣廣島市西區古江新町4番26號，廣島電鐵的宮島線車站。車站編號為M22。

## 歷史
古江站在1922年（大正11年）宮島線己斐町至草津町2.8公里路段開通時啟用。當時該開通路段的中間車站中，只有此站與高須站。
- 1922年（大正11年）8月22日 - 宮島線己斐町至草津町之間開通，此站啟用[3][4]。

## 車站構造
車站是一座地面車站，設有2面2線的相對式月台（千鳥式月台）。從路線起點望向此站的左邊為廣電宮島口站方向的下行月台，右邊為廣電西廣島站方向的上行月台，兩月台之間設有平交道連接。

## 使用狀況
以下數據取自《廣島市統計書》資料。1日平均乘車人次數據是來自該年度的總乘車人次除以當年的日數，再取至小數點後1位。當話廣島電鐵的數據中是以每1,000人為單位，因此每年都會有500人的誤差。即1日平起有1.4人次的誤差。
| 年度               | 1日平均 乘車人次 | 1年總 乘車人次 | 1年總使用 定期票人次 | 1年總使用 非定期票人次 | 參考資料        |
| ------------------ | ---------------- | -------------- | -------------------- | ---------------------- | --------------- |
| 1998年（平成10年） | 3,260.3          | 1,190,000      | 396,000              | 794,000                | [ 使用狀況 1 ]  |
| 1999年（平成11年） | 3,142.1          | 1,150,000      | 388,000              | 762,000                | [ 使用狀況 1 ]  |
| 2000年（平成12年） | 3,016.4          | 1,101,000      | 370,000              | 721,000                | [ 使用狀況 1 ]  |
| 2001年（平成13年） | 2,857.5          | 1,043,000      | 340,000              | 703,000                | [ 使用狀況 2 ]  |
| 2002年（平成14年） | 2,827.4          | 1,032,000      | 316,000              | 716,000                | [ 使用狀況 3 ]  |
| 2003年（平成15年） | 2,836.1          | 1,038,000      | 311,000              | 727,000                | [ 使用狀況 4 ]  |
| 2004年（平成16年） | 2,660.3          | 971,000        | 304,000              | 667,000                | [ 使用狀況 5 ]  |
| 2005年（平成17年） | 2,852.1          | 1,041,000      | 315,000              | 726,000                | [ 使用狀況 6 ]  |
| 2006年（平成18年） | 2,931.5          | 1,070,000      | 334,000              | 736,000                | [ 使用狀況 7 ]  |
| 2007年（平成19年） | 2,914.3          | 1,067,000      | 332,000              | 735,000                | [ 使用狀況 8 ]  |
| 2008年（平成20年） | 2,928.8          | 1,069,000      | 327,000              | 742,000                | [ 使用狀況 9 ]  |
| 2009年（平成21年） | 2,791.8          | 1,019,000      | 324,000              | 695,000                | [ 使用狀況 10 ] |
| 2010年（平成22年） | 2,882.2          | 1,052,000      | 330,000              | 722,000                | [ 使用狀況 11 ] |
| 2011年（平成23年） | 2,904.4          | 1,063,000      | 326,000              | 737,000                | [ 使用狀況 12 ] |
| 2012年（平成24年） | 2,882.2          | 1,052,000      | 320,000              | 732,000                | [ 使用狀況 13 ] |
| 2013年（平成25年） | 2,843.8          | 1,038,000      | 307,000              | 731,000                | [ 使用狀況 14 ] |
| 2014年（平成26年） | 2,857.5          | 1,043,000      | 317,000              | 726,000                | [ 使用狀況 15 ] |
| 2015年（平成27年） | 2,856.4          | 1,045,000      | 311,000              | 734,000                | [ 使用狀況 16 ] |
| 2016年（平成28年） | 2,926.0          | 1,068,000      | 316,000              | 752,000                | [ 使用狀況 17 ] |
| 2017年（平成29年） | 2,802.7          | 1,023,000      | 307,000              | 716,000                | [ 使用狀況 18 ] |

## 車站周邊
車站周邊為住宅區，當中設有中層住宅樓宇。向北步行15分鐘即可到達三輪明神廣島分祠。
- 廣島學院中學·高等學校（日语：広島学院中学校・高等学校）
- 廣電巴士（日语：広電バス） 古江巴士站（日语：古江バスストップ）
- Avance（日语：ユアーズ (スーパーマーケット)）古江店

西日本旅客鐵道山陽本線現時正在構思建設JR古江站（暫名）。

## 相鄰車站
廣島電鐵
■宮島線
高須（M21）－古江（M22）－草津（M23）

## 注腳

### 使用狀況
1. 1 2 3  《廣島市統計書》平成13年版
2. ↑  《廣島市統計書》平成14年版
3. ↑  《廣島市統計書》平成15年版
4. ↑  《廣島市統計書》平成16年版
5. ↑  《廣島市統計書》平成17年版
6. ↑  《廣島市統計書》平成18年版
7. ↑  《廣島市統計書》平成19年版
8. ↑  《廣島市統計書》平成20年版
9. ↑  《廣島市統計書》平成21年版
10. ↑  《廣島市統計書》平成22年版
11. ↑  《廣島市統計書》平成23年版
12. ↑  《廣島市統計書》平成24年版
13. ↑  《廣島市統計書》平成25年版
14. ↑  《廣島市統計書》平成26年版
15. ↑  《廣島市統計書》平成27年版
16. ↑  《廣島市統計書》平成28年版
17. ↑  《廣島市統計書》平成29年版
18. ↑  《廣島市統計書》平成30年版

## 外部連結
- 古江 | 電車情報：電停指南 （页面存档备份，存于）（日語） - 廣島電鐵